# Joaquín Ibáñez (futbolista nacido en 1995)
Joaquin Amadeo Ibáñez (18 de julio de 1995, San Martín, Buenos Aires, Argentina) es un futbolista argentino. Se desempeña en la posición de volante ofensivo y su equipo actual es All Boys de la Primera Nacional.

## Trayectoria
El 15 de diciembre de 2015 firmó su primer contrato con Chacarita Juniors hasta junio de 2018.

## Clubes
| Club           | País      | Año         |
| -------------- | --------- | ----------- |
| Chacarita Jrs. | Argentina | 2015 - 2020 |
| Flandria       | Argentina | 2020 - 2022 |
| All Boys       | Argentina | 2023 -      |

## Palmarés

### Torneos Nacionales
| Título                     | Club              | País      | Año     |
| -------------------------- | ----------------- | --------- | ------- |
| Ascenso a Primera División | Chacarita Juniors | Argentina | 2017-18 |
| Primera B Metropolitana    | Flandria          | Argentina | 2021    |